# Nazareth
Nazareth (hebräisch נָצְרַת Natzrat; arabisch الناصرة, DMG an-Nāṣira) ist eine Stadt im Nordbezirk Israels in Galiläa. Der Ort ist vor allem aufgrund seiner christlichen Tradition bekannt. Er wird im Neuen Testament mehrfach als jene Stadt erwähnt, in der Jesus aufwuchs. Die griechische Schreibweise variiert: altgriechisch Ναζαρέτ Nazarét und altgriechisch Ναζαρέθ Nazaréth sind in den Manuskripten am besten bezeugt. Bei der Übersetzung des griechischen Neuen Testaments in die syrische Sprache in der Spätantike wurde der Ortsname in der Form ܢܵܨܪܲܬ ['naːtsraθ] wiedergegeben. Als ökumenische Schreibweise in deutschsprachigen Bibeln gilt Nazaret; die Lutherbibel hat die traditionelle Schreibung Nazareth.
Nazareth ist heute die israelische Stadt mit der größten Zahl arabischer Israelis. Die Altstadt besteht vor allem aus Gassen und einem arabischen Markt. Zusammen mit ihrer Schwesterstadt Nazrath-Illit („Ober-Nazareth“, seit 2019 Nof HaGalil), kommt sie auf 118.233 Einwohner (Stand 2018); davon entfallen aufs überwiegend homogen arabische Nazareth 77.064 Einwohner, die mehrheitlich Muslime und Christen sind. In Nazrath-Illit/Nof HaGalil leben zwei Drittel Juden, während der Anteil der Araber durch Zuzug von Nazarenern steigt, weshalb sie im Unterschied zu Nazareth als gemischte Stadt gilt. Beide Städte sind selbständig und haben getrennte Verwaltungen.

## Bedeutung
Der Ort wird weder in der hebräischen Bibel noch im Talmud erwähnt. Seine besondere Bedeutung liegt bis heute darin, dass er für Christen als Heimatort (Lk 4,16 ) und Vaterstadt (Mk 6,1  par. Mt 13,54 ) Jesu gilt (Mt 2,23 ; 4,13 ; 21,11 ; 26,71 ; Mk 1,24 ; 16,6 ; Joh 1,45f  u.ö.). Nach Darstellung der Evangelien lebten hier seine Eltern, Maria und Josef (Lk 1,26 ; 2,4.39 ).
Die früheste außerchristliche Erwähnung Nazareths ist eine Inschrift aus Caesarea Maritima aus dem späten 3. oder frühen 4. Jahrhundert, in der der Ort als Sitz einer von 24 Priesterordnungen genannt wird.
Heute gehört Nazareth zu den wichtigsten Pilgerstätten des Heiligen Landes. Nazareth ist mit der Metropolitankirche St. Georg Sitz des griechisch-orthodoxen Metropoliten der Metropolie Nazareth. Bedeutend ist die griechisch-orthodoxe Wallfahrtskirche der Verkündigung an die Theotokos der 1730er Jahre, in deren Untergeschoss die Quelle entspringt, wo der christlich-orthodoxen Überlieferung gemäß Erzengel Gabriel Maria von Nazareth begegnete und die Geburt des Herrn verkündete. An der Stelle, an der nach der katholischen Überlieferung das Haus Marias stand und ihr der Verkündigungsengel erschien, erhebt sich die 1969 geweihte römisch-katholische Verkündigungsbasilika. Sie trägt die Aufschrift „Hic verbum caro factum est“ („Hier ist das Wort Fleisch geworden“).
Der Ort wurde Namensgeber verschiedener Kirchen.

## Geographie
Die Altstadt von Nazareth liegt in einer Geländemulde. Die Mulde liegt knapp 100 m tiefer als der Hügelzug, der die Stadt hufeisenförmig umsäumt. Die Abhänge steigen mäßig steil an. Sie sind heute fast vollständig bebaut.
Nazareth liegt am etwa 1100 Kilometer langen Fernwanderweg Israel National Trail sowie am Jesus Trail. Rund um Nazareth können sich auch Tageswanderer Kultur und Geschichte erschließen, z. B. dem Israel Trail folgend den Berg Arbel erwandern.

## Klima
|                       | Jan   | Feb   | Mär  | Apr  | Mai  | Jun  | Jul  | Aug  | Sep  | Okt  | Nov  | Dez   |   |       |
| Mittl. Tagesmax. (°C) | 14,8  | 16,0  | 19,1 | 23,0 | 26,9 | 28,7 | 30,8 | 30,8 | 30,2 | 27,9 | 22,5 | 17,0  | ⌀ | 24    |
| Mittl. Tagesmin. (°C) | 7,6   | 8,0   | 10,1 | 12,7 | 16,1 | 18,6 | 21,4 | 21,5 | 20,4 | 17,5 | 13,3 | 9,6   | ⌀ | 14,8  |
|                       |       |       |      |      |      |      |      |      |      |      |      |       |   |       |
| Niederschlag (mm)     | 139,7 | 125,9 | 72,0 | 21,0 | 5,0  | 0,5  | 0,0  | 0,0  | 0,4  | 18,7 | 68,4 | 131,1 | Σ | 582,7 |
|                       |       |       |      |      |      |      |      |      |      |      |      |       |   |       |
| Regentage (d)         | 11,1  | 10,3  | 7,3  | 2,8  | 0,9  | 0,1  | 0,0  | 0,0  | 0,1  | 2,4  | 5,9  | 9,7   | Σ | 50,6  |

| 7,6 |

| 8,0 |

| 10,1 |

| 12,7 |

| 16,1 |

| 18,6 |

| 21,4 |

| 21,5 |

| 20,4 |

| 17,5 |

| 13,3 |

| 9,6 |

| 7,6 |

| 8,0 |

| 10,1 |

| 12,7 |

| 16,1 |

| 18,6 |

| 21,4 |

| 21,5 |

| 20,4 |

| 17,5 |

| 13,3 |

| 9,6 |

## Geschichte

### Nazareth in biblischer Zeit
Aufgrund des Fehlens jeglicher Erwähnung der Ortschaft Nazareth in der hebräischen Bibel, dem Talmud und außerbiblischen Quellen aus dem 1. und 2. Jahrhundert (wie etwa Flavius Josephus) wurde seit dem 19. Jahrhundert seine Existenz zur Zeit der Geburt Jesu selbst in Zweifel gezogen. Archäologische Grabungen haben eine Besiedlung der Areale um die heutige Stadt seit dem 2. Jahrtausend vor Chr. nachgewiesen: Auf diese Zeit geht ein Grabfeld zurück, das in dem Berghang gefunden worden ist, und auf das 13. Jahrhundert vor Chr. ein eisenzeitliches Dorf. Auch wurden die Überreste eines in späthellenistischer Zeit (zwischen 141 und 30 v. Chr.) gegründeten kleinen Dorfes freigelegt.
Die archäologischen Befunde legen nahe, dass die Gegend um das heutige Nazareth im 1. Jahrhundert sehr spärlich besiedelt war. Oben an einem der Abhänge konnten landwirtschaftlich genutzte Bauten aus jener Zeit entdeckt werden, wobei es sich um die Überreste von Terrassenmauern und die Fundamente von drei Türmen handelt. Zudem stieß man bei den Ausgrabungen durch Ross Voss und Stephen Pfann ab 1996 auf ein Grab. Weitere zwanzig jüdische Gräber aus römischer Zeit sind ausgegraben worden. Diese Größenordnung kann auf ein Familiengrab hindeuten oder bestenfalls einem kleineren Familienclan zugeordnet werden. Die derzeitige Interpretation der University of the Holy Land lässt jedoch eine zugehörige Siedlung vermuten, deren Einwohnerzahl sie auf 200 bis 500 Personen schätzt. Im Jahr 2009 wurden bei Ausgrabungen der Israelischen Antikenverwaltung nahe der Verkündigungsbasilika erstmals Überreste eines Wohnhauses aus der frühen römischen Periode gefunden, die Rückschlüsse auf die Gegebenheiten zur Zeit Jesu zulassen. Es handelte sich um ein kleines, bescheidenes Haus mit zwei Zimmern. In dem zum Haus gehörenden Hof befand sich eine in den Felsen gehauene Zisterne. Fragmente von Kalksteingefäßen lassen auf jüdische Bewohner dieses Hauses schließen, denn nach der Halacha nimmt Kalkstein im Gegensatz zu Keramik keine rituelle Unreinheit an. Hinweise auf eine Synagoge, von der das Neue Testament berichtet (Lk 4,16 ), wurden nicht gefunden.

### Spätantike

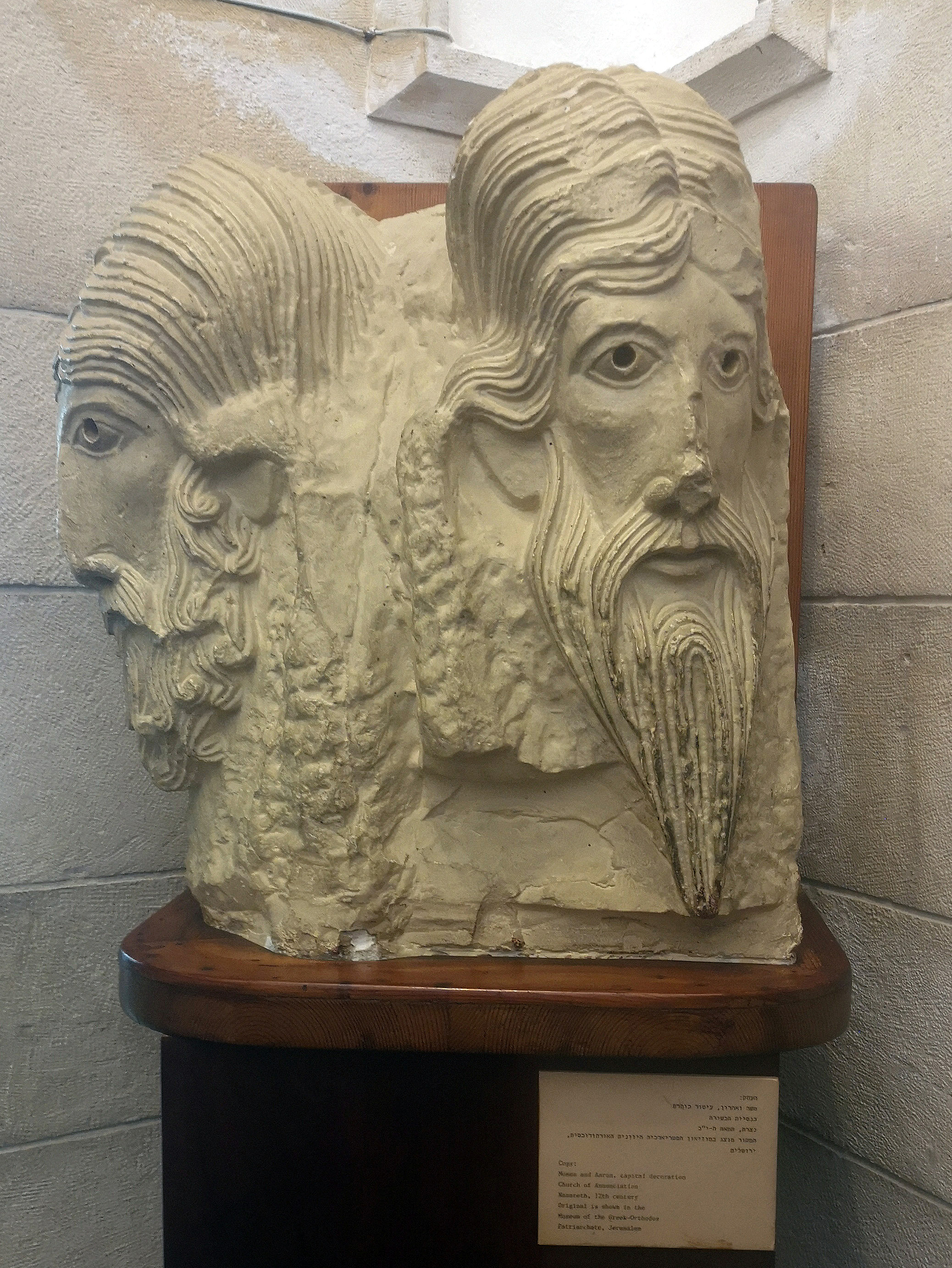
Kapitell der kreuzfahrerzeitlichen Verkündigungskirche, 12. Jahrhundert (Replik im Rockefeller-Museum, Original im Museum des griechisch-orthodoxen Patriarchats Jerusalem)

Eine Inschrift des 3./4. Jahrhunderts aus Caesarea Maritima belegt, dass sich die priesterliche Familie Ha-Pizzez nach dem Bar-Kochba-Aufstand in Nazareth niederließ. Bis zum 7. Jahrhundert n. Chr. lebten in Nazareth Juden.
Eine christliche Präsenz in Nazareth im 3./4. Jahrhundert ist durch Eusebius von Caesarea und Julius Africanus bezeugt. Laut Epiphanios von Salamis baute Joseph von Tiberias zur Zeit Kaiser Konstantins in Nazareth eine Kirche. Die Pilgerin Egeria erwähnt eine Grotte als Marienheiligtum. Seit 614 wurde Nazareth verstärkt als christliche Stadt ausgebaut, wie Eutychios von Alexandria schreibt.

### Mittelalter
Tankred eroberte Nazareth im Jahr 1099. Für das frühe 12. Jahrhundert ist ein lateinischer Bischof bezeugt, dem um 1120 das Erzbistum Galiäa übertragen wurde. 1187 eroberten die Araber Nazareth; die zweite Periode der Kreuzfahrerherrschaft währte von 1229 bis 1263. Aus der Zeit der Kreuzfahrer datieren mehrere Kirchenbauten in Nazareth, darunter die Verkündigungskirche und die Josephskirche. Seit dem Mittelalter bewohnten vorwiegend arabische Christen die Stadt. Im Jahre 1263 eroberten die Mamluken unter Baibars I. Nazareth und machten es zu einem Teil Ägyptens. Christliche Stätten ließ er zerstören und christliche Geistliche ausweisen. Im Osmanisch-Mamlukischen Krieg (1516–1517) eroberte das Osmanische Reich die Levante mitsamt Nazareths, Ägypten und den Hedschas.

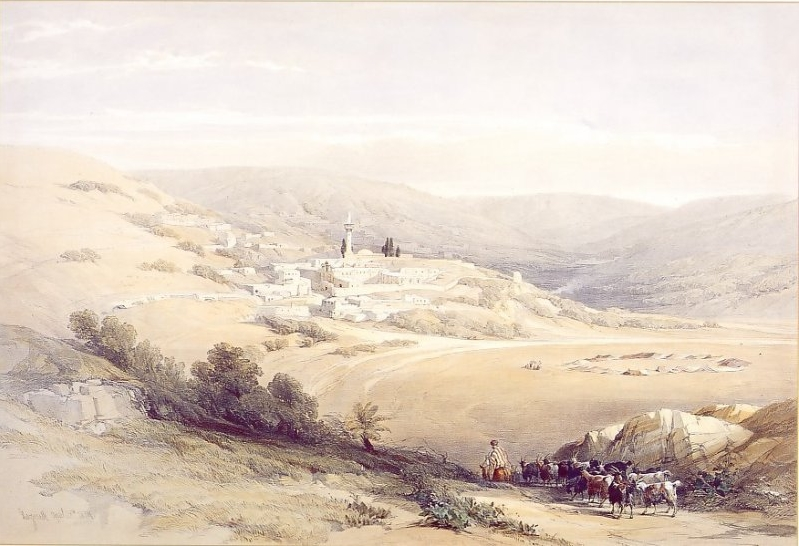
Nazareth (1842, David Roberts)

### Moderne Stadt

#### Bevölkerungsentwicklung
Im frühen 19. Jahrhundert war Nazareth laut Dan Rabinowitz ein Dorf mit höchstens 2000 meist muslimischen Bewohnern. Yehoshua Ben-Arieh schätzt, dass von 1800 bis 1880 die Stadtbevölkerung von 1250 auf 6000 Personen anwuchs. Es gab stets auch eine christliche Minderheit, sie wuchs durch Zuzug christlicher Araber aus anderen Regionen der Levante: 1867 waren von 5500 Einwohnern 65 Prozent Christen, 1888 wurde mit 68 Prozent ein Höchststand erreicht, der sich in den folgenden Jahrzehnten in etwa hielt. Von den Christen waren 3040 im Jahr 1904 griechisch-orthodox. 1948 hatte Nazareth 17.000 Einwohner, 60 Prozent Christen, 40 Prozent Muslime.

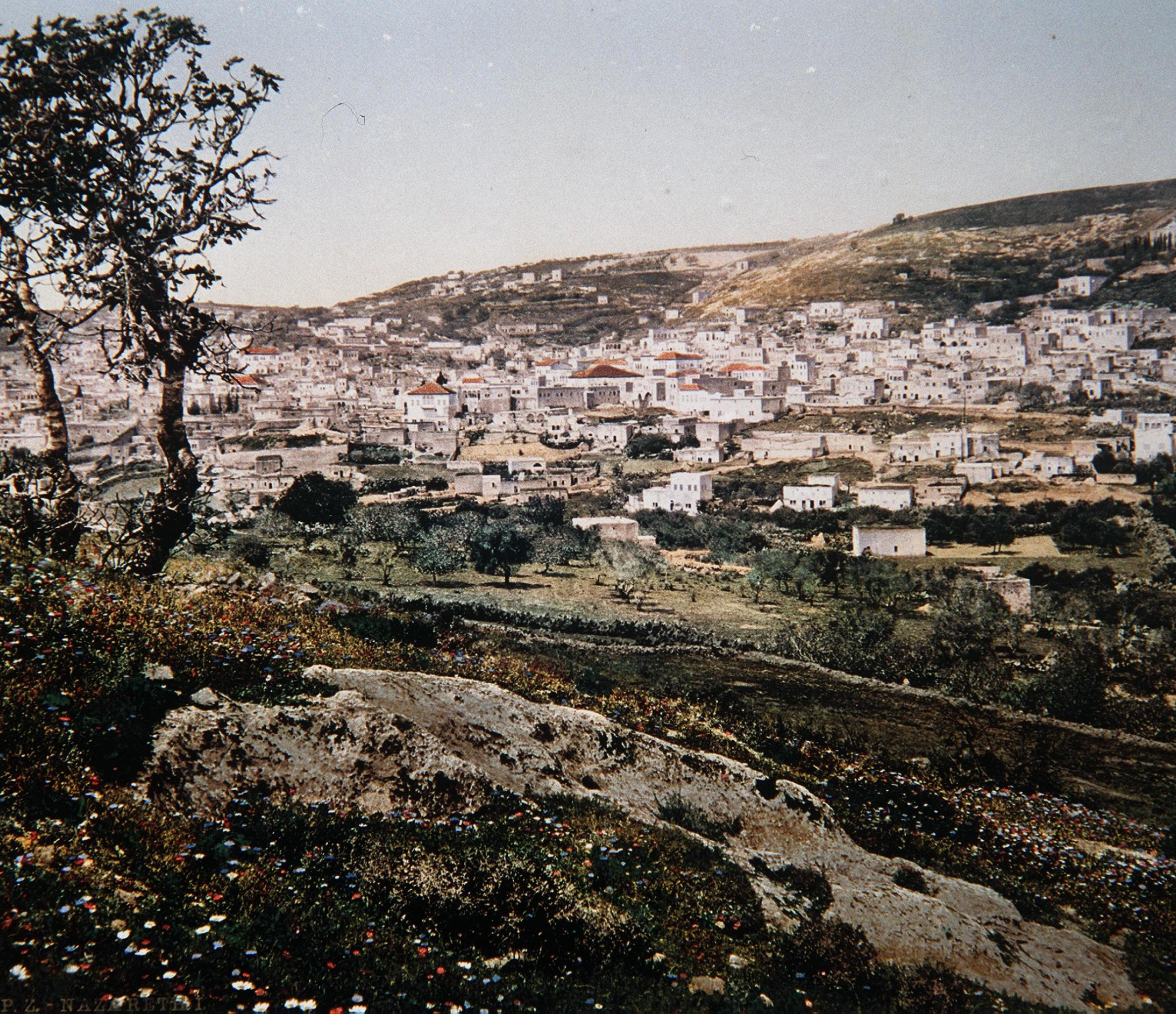
Nazareth vor 1885, Foto von Félix Bonfils

Der osmanische Versuch im Ersten Weltkrieg auf Seiten der Mittelmächte, den Suezkanal zu blockieren, um so die Verbindungen zwischen den Teilen des Britischen Imperiums auf weite Umwege zu zwingen und im Falle eines Sieges das bis 1882 osmanische Chedivat Ägypten dem britischen Einfluss wieder zu entreißen, endete schließlich mit der Niederlage und Auflösung des Osmanischen Reiches. Den durch die osmanische Armee eröffneten Sinaifeldzug trieben siegreiche Gegenvorstöße der Egyptian Expeditionary Force der Triple Entente vom ägyptischen Sinai immer weiter nordostwärts über die osmanische Grenze zurück ins Mutesarriflik Jerusalem, das westliche Pilger, Theologen, Historiker und Geographen als Teil Palästinas ansahen, weshalb die Kriegsberichte von Palästinafront sprechen.

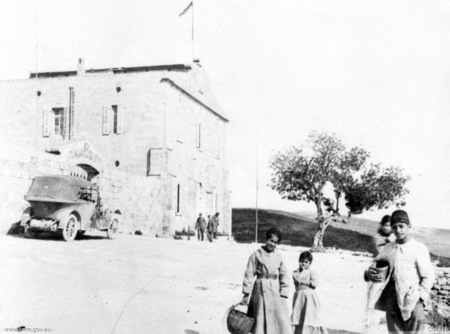
Heeresgruppenkommando F in Nazareth, 1918

Nach dem Fall Jaffas mit Tel Aviv am 17. November 1917 ließ Erich von Falkenhayn das Heeresgruppenkommando F der Heeresgruppe Yıldırım vom gefährdeten Jerusalem im nunmehr weithin eroberten Mutesarriflik Jerusalem nach Nazareth im osmanisch-libanesischen Vilâyet Beirut verlegen. Am 20. September 1918 drang die 13th Cavalry Brigade der Britisch-Indischen Armee als Teil der Triple Entente in Nazareth ein und überraschte die örtlichen Kräfte von Asienkorps und Osmanischer Armee. Streitkräfte der Mittelmächte verwickelten die Inder in Gefechte am Ort, die sie banden. Derweil räumte das Heeresgruppenkommando F fluchtartig sein Hauptquartier und verfrachtete auf Lastkraftwagen Unterlagen und Material die Stadt über Kafr Kanna verlassend. Die Kolonne von Fahrzeugen begab sich via Tiberias und der nordöstlichen Route des Darb al-Hawarnah folgend, den Jordan auf der Brücke Gescher Bnot Jaʿaqov querend über Golan und Hauran nach Damaskus. Mit der Einnahme Nazareths durch Entente-Streitkräfte endete die osmanische Herrschaft praktisch.
Paris und London teilten die osmanische Levante untereinander auf und schufen militärische Besatzungsverwaltungen Occupied Enemy Territory Administrations East, North and South. Die Briten übernahmen die Occupied Enemy Territory Administration South (OETA South), womit die südlichen zwei Drittel Galiläas einschließlich Nazareth, als Sitz und Teil des Bezirks Kaza Nazareth, seit Beginn des 18. Jahrhunderts Teil des Sandschak Akkon im osmanischen Syrien bzw. ab 1888 eben im osmanisch-libanesischen Vilâyet Beirut 1920 ins Einflussgebiet Jerusalems wechselte. Großbritannien (1920) und Völkerbund (1922) schufen durch Vereinigung des Mutesarrifliks Jerusalem mit den libanesischen Sandschaks Akkon und Nablus und Gebieten östlich des Jordans die neue territoriale Einheit Palästina (1922), bevor die Briten 1923 Palästina flächenmäßig um mehr als die Hälfte reduzierten, als sie in Einlösung des Versprechens, einen arabischen Staat zu gründen (Hussein-McMahon-Korrespondenz), Transjordanien auf palästinensischem Boden etablierten. Das nördliche Drittel Galiläas blieb beim Libanon, der durch das Völkerbundmandat für Syrien und Libanon als Mandats-Libananon in französische Obhut geriet.
Die 1925 gegründete Palestine Arab Workers Society war auch in Nazareth tätig. Der Große Arabische Aufstand, seinerzeit größte Erhebung gegen eine britische Kolonialverwaltung, hielt Nazareth in den Jahren 1936 bis 1939 fest im Griff. Der Mord am District Commissioner Lewis Yelland Andrews, District Commissioner des Distrikts Akkon und Galiläa, auf seinem Kirchgang zur Christuskirche in Nazareth am 26. September 1937 führte zum Verbot des Arabischen Hohen Komitees, das sich als Spitze des Aufstands verstand.
Im Palästinakrieg, den Ägypten, Irak, Libanon, Syrien und Transjordanien am 15. Mai 1948 durch Einmarsch ihrer Armeen eröffnet hatten, war Nazareth von den Kampfhandlungen kaum betroffen, aber die religiöse Situation veränderte sich stark, in der bislang mehrheitlich christlich geprägten Stadt wurde die vorher kleine muslimische Minderheit durch Binnenflüchtlinge der Nakba auf merkliche Größe verstärkt. Der Muslim Sayfeddine Zuhbi stand im Ruf, ein Kollaborateur der Hagana zu sein. Mitte Juli 1948 rückte die israelische Armee auf Nazareth vor, aber durch eine Intervention David Ben Gurions (der bei einer Flucht der christlichen Bevölkerung und Israels Übernahme christlicher heiliger Stätten diplomatische Probleme unter anderem mit dem Vatikan befürchtete) erhielt Nazareth die Möglichkeit, sich zu ergeben, mit der Konsequenz, dass die Einwohner in ihren Häusern bleiben konnten.
Rund 20.000 arabische, teils muslimische Binnenflüchtlinge kamen nach Nazareth. Die meisten stammten aus drei großen, von der israelischen Armee zerstörten christlichen Dörfern in der Region: Saffuriya, al-Mudschaidil und Maʿalul. Noch In den 1990er Jahren gaben rund 10.000 Einwohner Nazareths an, dass ihre jeweilige Familie aus Saffuriya stammte. Der Stadtteil Safafra ist nach ihrem Herkunftsdorf benannt. Anders als Palästina-Flüchtlinge außerhalb Israels, schritt ihre gesellschaftliche und wirtschaftliche Integration schnell voran, so dass die UNWRA 1952 ihre Unterstützung einstellen konnte. Der Zuzug dieser Flüchtlinge bewirkte den nunmehr städtischen Charakter von Nazareth. Spätestens beim Zensus von 1972 stellten Muslime die Mehrheit der Bevölkerung, und ihr Anteil wuchs weiter auf rund zwei Drittel um die Jahrtausendwende (bei 78.000 Einwohnern 2022 waren etwa 24.100 bzw. 30,9 % Christen). Als Flüchtlinge ohne Landbesitz bildeten sie allerdings auch die städtische Unterschicht und waren gegenüber der alteingesessenen christlichen Bevölkerung vielfach benachteiligt. So war die Infrastruktur in ihren neu aufgebauten Stadtteilen unzureichend.
Die Situation arabischer Binnenflüchtlinge in Nazareth wurde durch Maßnahmen der israelischen Regierung erschwert. Sie gliederte 1956 das östlich an Nazareth angrenzende, landwirtschaftlich genutzte Hügelland im „öffentlichen Interesse“ aus der Zuständigkeit Nazareths um, um dort die jüdische Siedlung Nazrath Illit („Ober-Nazareth“) anzulegen; denn neben den insgesamt 31.000 arabisch-nichtjüdischen Binnenflüchtlingen waren bis 1954 allein noch 717.690 meist mittellose jüdische Flüchtlinge, davon 360.000 arabische und andere orientalische Juden einzugliedern. Staatliche Behörden, die seit britischer Mandatszeit in Nazareth ihren Sitz gehabt und als israelische Behörden fortbestanden hatten, wurden nach Nazrath Illit verlegt.
Im Dezember 1954 wurde in Nazareth der Grundstein zu einer monumentalen Verkündigungsbasilika nach Plänen von Antonio Barluzzi gelegt. Barluzzi hatte in den 1920er Jahren mehrere römisch-katholische Kirchen im Heiligen Land entworfen. Für Nazareth entwarf er 1941 einen monumentalen, eklektischen Kirchenbau, dessen Maße (Länge 90 m, Höhe vom Bodenniveau bis zum Kreuz über der Kuppel 70 m) der Bedeutung der Inkarnation angemessen sein sollten. Der Zweite Weltkrieg und der Palästinakrieg verhinderten den Beginn der Bauarbeiten.:30 Der Vatikan strebte politisch eine Internationalisierung Nazareths wegen der Bedeutung seiner christlichen Heiligtümer an und verhandelte 1949 darüber mit den Vereinten Nationen und Belgien als dem Staat, der eine Aufsichtsfunktion über Nazareth wahrnehmen sollte.:50
Die Baugenehmigung für die monumentale Kirche Barluzzis in einer gemischt christlich-muslimischen arabischen Stadt fand 1954 in einem Klima der Annäherung zwischen Israel und dem Vatikan statt. Die wichtigste Interessenvertretung der Israelis arabisch-palästinensischer Ethnizität, war zu jener Zeit die Israelische Kommunistische Partei, in der Christen stark engagiert waren – allerdings meist orthodoxe oder anglikanische arabische Christen, da der Vatikan für Katholiken, unierte Melkiten (größte christliche Gruppe in Israel) und Lateiner eine strikt antikommunistische Haltung vorgab. Das war aus Sicht der israelischen Regierung begrüßenswert.:51 Realisiert wurde dann allerdings nicht der Kirchenbau Barluzzis, für den Israel die Genehmigung erteilt hatte. Aufgrund von verschiedenen Seiten geäußerter Kritik beauftragte der franziskanische Kustos Alfredo Polidori 1958 den Architekten Giovanni Muzio, der eine verglichen mit Barluzzis Plänen bescheidenere Kirche entwarf. Sie sollte sich festungsartig vom Trubel der Innenstadt abgrenzen und die archäologischen Funde sowie die Reste der byzantinischen und kreuzfahrerzeitlichen Vorgängerkirchen sozusagen unter ihren Schutz nehmen.:35f
Im Jahre 1975 war Nazareth die erste israelische Stadt, die von einem kommunistisch dominierten Stadtrat regiert wurde. Der Dichter und Politiker Tawfiq Ziad erzielte mit der „Nazareth-Front“ einen Erdrutschsieg und entmachtete die bisher regierenden Lokalpolitiker, die zionistischen Parteien nahestanden. Nazareth wurde so zum Präzedenzfall für eine Reihe von kommunistisch geführten Koalitionen auf kommunaler Ebene und gewissermaßen das Machtzentrum der Demokratischen Front für Frieden und Gleichheit (al-Jabha). Aufgrund ihrer säkularen, gesamt-palästinensischen Ausrichtung bilden christliche Araber die Stammwählerschaft von al-Jabha; die Partei wurde aber wegen ihrer sozialen Agenda in den 1970er und 1980er auch von vielen Muslimen namentlich der Unterschicht gewählt. In den 1990er Jahren gewann die islamistische Islamische Bewegung in Israel allerdings an Zulauf, die arabische Christen nicht adressiert. Ihr soziales Engagement galt vielen muslimischen Wählern als glaubwürdiger. In Nazareth wurde sie 1989 mit sechs Sitzen im Stadtrat die größte Oppositionspartei, spaltete sich dann aber, trat 1993 mit drei Listen an und verlor dadurch stark an Zustimmung in der Bevölkerung.:104 Beobachtern zufolge versäumte es die kommunistische Partei in Nazareth, Personen aus ihrer muslimischen, sozial benachteiligten Wählerschaft in Führungspositionen zu bringen und wurde zunehmend als pro-westlich, christlich und urban wahrgenommen.
Zwar konnte Nazareth sein touristisches Potenzial nicht ausschöpfen: die Touristen kamen üblicherweise in Bussen, brauchten eine Stunde, um Kirchen und heilige Stätten zu besichtigen und fuhren weiter nach Tiberias, wo es Restaurants und Hotels gab. Aber es entwickelte sich dennoch zum wirtschaftlichen Zentrum des arabischen Galiläa. In Nazareth gibt es nämlich drei Krankenhäuser und zahlreiche Schulen, alle von christlichen Wohltätigkeitsorganisationen und Ordensgemeinschaften gegründet. Aus den muslimischen und christlichen Absolventen dieser Schulen rekrutiert sich die Mittelschicht Nazareths.
Das Gebiet Nazrath Illits wäre als Landreserve für die wachsende Stadt Nazareth wichtig gewesen. Wohn- und Industriegebiete von Nazrath Illit schnitten Nazareth zunächst von seinem Hinterland ab. Nazrath Illit nahm ab den 1970er Jahren und wieder ab den 1990er Jahren viele jüdische Einwanderer aus der Sowjetunion und den Nachfolgestaaten auf, von denen viele die Stadt wieder verließen. Nazarener sprechen der neuen Nachbarstadt aber auch zahlreich zu. Wohlhabende, vor allem christliche arabische Bürger Nazareths kaufen häufig, auch zu Preisen über dem Marktwert, Wohnungen in Natzrat Illit, um aus dem dicht bevölkerten Nazareth in die zwar auch mit Hochbauten verdichtete Nachbarstadt zu ziehen, die aber als Planstadt auch mit Grünzonen und Einrichtungen öffentlicher Daseinsvorsorge gut ausgestattet ist. Zugezogene arabisch-nichtjüdische Nazarener und ihre Nachfahren bilden etwa ein Drittel der Einwohner. Seit 2005 klassifiziert die israelische Regierung daher Nazrath Illit (seit 2019: Nof haGalil) offiziell als ethnisch gemischte Stadt (nach Code 20).

#### Kontroverse um die Schihab-ad-Din-Moschee

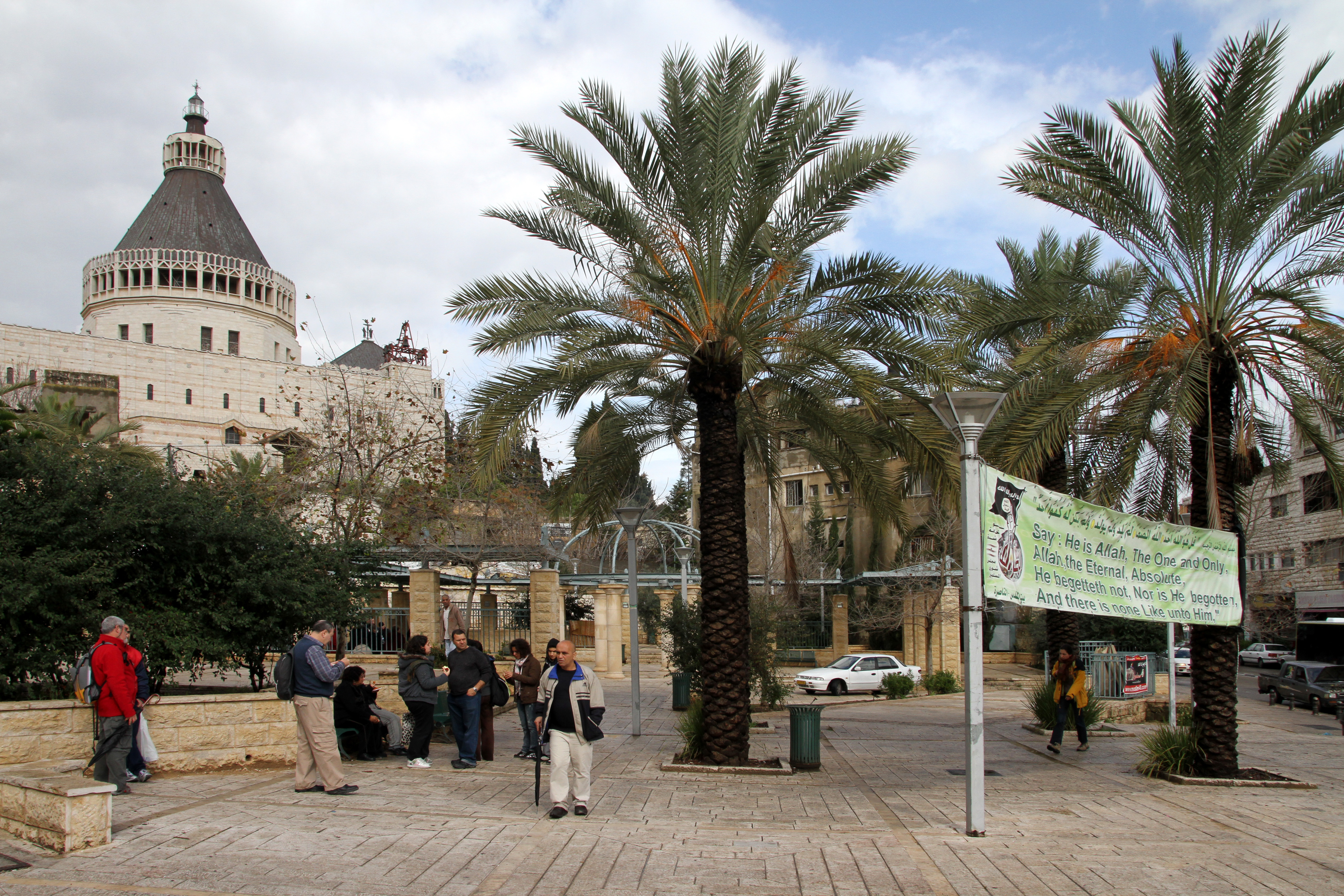
Platz vor der Verkündigungsbasilika, Plakat mit Koranzitat (2010)

Die Stadtverwaltung von Nazareth plante in den 1990er Jahren, das anstehende Millennium und den Pilgerbesuch Papst Johannes Pauls II. in Nazareth für ein Stadterneuerungsprojekt („Nazareth 2000“) zu nutzen: Nazareth sollte einen zentralen, runden Platz erhalten, der optisch dominiert würde von der nördlich anschließenden Verkündigungsbasilika. Der größte Teil des dafür benötigten Grundstücks war seit osmanischer Zeit in staatlichem Besitz; hier befand sich eine Elementarschule, deren Standort 1994 verlegt wurde. 1997 erfolgte der Abriss der Schulgebäude, wodurch im dicht bebauten Stadtkern überhaupt eine Freifläche entstand. Zwei kleinere Teilflächen des umstrittenen Grundstücks waren allerdings im Besitz einer islamischen Stiftung (Waqf), da sich auf diesem Areal das Grab von Schihab ad-Din, dem Neffen Saladins und somit einer wichtigen islamischen Persönlichkeit befand. Er wurde der Überlieferung nach in der Schlacht bei Hattin verwundet und verstarb in Nazareth, wo er auch begraben worden sei.
Muslimische Proteste bewirkten, dass der projektierte Platz verkleinert wurde, so dass er halbkreisförmig ganz auf dem ehemaligen Schulgelände gelegen wäre. Der Schrein des Schihab ad-Din sollte nach diesen Planungen hinter einer hohen Mauer, die den Platz begrenzen würde, verschwinden und wäre nur noch schlecht erreichbar (vom Platz aus gar nicht).:96f Der Beginn der Bauarbeiten und mögliche Beschädigungen an der Bausubstanz des Schreins alarmierte einzelne Nazarether Muslime, die sich für islamische Heiligtümer engagierten. Sie forderten im Gegenzug, dass an Stelle der Schule keine Freifläche, sondern eine Moschee entstehen solle. Im Dezember 1997 errichteten einige muslimische Aktivisten ein schwarzes Zelt auf dem Baugelände und erklärten es zu einer provisorischen Moschee. Bürgermeister Ramez Jeraisi, ein säkularer Christ, wollte vermeiden, kurz vor Weihnachten eine muslimische Gebetsstätte gewaltsam räumen zu lassen. Die breite Unterstützung, die das Moscheeprojekt daraufhin in der mehrheitlich muslimischen Bevölkerung Nazareths erreichte, überraschte alle Beteiligten. Zum Freitagsgebet fanden sich 3000–4000 Menschen in der improvisierten Moschee auf der Freifläche ein, an eine Fortsetzung der Bauarbeiten war nicht zu denken.:100
Planungen wurden veröffentlicht, dass an Stelle des Zeltes eine Moschee erbaut werden solle, die höher als die Verkündigungsbasilika sei und somit Nazareth optisch zu einer muslimisch dominierten Stadt mache. Im Stadtrat wurde intensiv über die kirchlichen und privaten Besitzverhältnisse auf dem Platz diskutiert. Die israelische Regierung trug das Stadterneuerungsprogramm „Nazareth 2000“ eigentlich mit und unternahm 1998 und 1999 ebenso wie palästinensische Politiker verschiedene Versuche, den Konflikt in Nazareth im Vorfeld des Papstbesuchs beizulegen. Unterdessen machten sich islamistische Lokalpolitiker das Projekt der Schihab-ad-Din-Moschee zu eigen, verbanden es mit sozialen Anliegen und erzielten mit ihrer Liste „Vereintes Nazareth“ 1998 bei den Kommunalwahlen einen spektakulären Erfolg. Sie errangen 10 von 19 Sitzen. Bürgermeister Jeraisi blieb mit äußerst knapper Mehrheit im Amt. Der Stadtrat war bis zur Jahrtausendwende handlungs- und beschlussunfähig.:103ff
In der Osternacht vom 3. auf den 4. April 1999 kam es zu Ausschreitungen. Angeblich hatten christliche Jugendliche die im Zelt kampierenden muslimischen Aktivisten bedrängt und den Propheten Mohammed beleidigt. Daraufhin mobilisierten die Aktivisten ihre Anhängerschaft; parkende Autos wurden angezündet, Schaufenster eingeschlagen. Bürgermeister benachbarter arabischer Orte vermittelten einen Kompromiss, wonach mit Billigung der israelischen Regierung eine Moschee gebaut werden sollte. Ende 1999 wurde hierfür der Grundstein gelegt und das Moschee-Zelt abgebrochen. Die christlichen Konfessionen in Nazareth schlossen alle ihre Kirchen und sonstigen Einrichtungen aus Protest, weil aus ihrer Sicht die israelische Regierung aggressiven Islamisten entgegengekommen war.:106f
Unterdessen gab es massive internationale Proteste christlicher Stellen gegen das Moscheebauprojekt, die sich auch über den Papstbesuch hinaus fortsetzten. Am 9. Januar 2002 verhängte das israelische Sicherheitskabinett einen dauerhaften Baustopp. Im März 2006 wurde eine provisorische Mauer um den Platz aufgrund öffentlicher Proteste abgerissen.

#### Kommunalpolitik
Eine im Sommer 2013 veröffentlichte Studie im Auftrag des israelischen Ministeriums für öffentliche Sicherheit kam zu dem Ergebnis, dass die Einwohner Nazareths von allen Bürgern Israels das größte Risiko haben, Opfer einer Straftat zu werden.

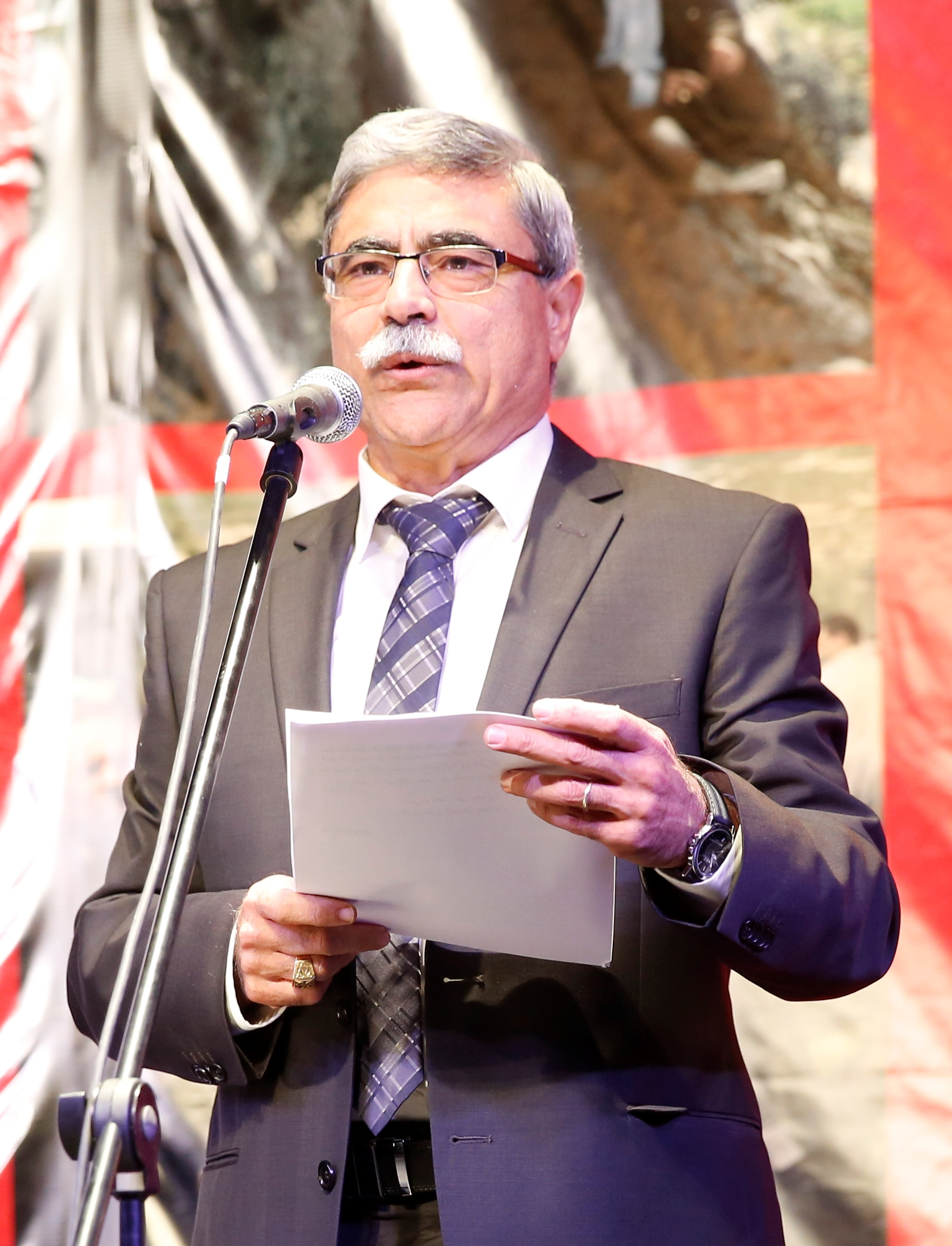
Bürgermeister Ramez Jeraisi (2014)

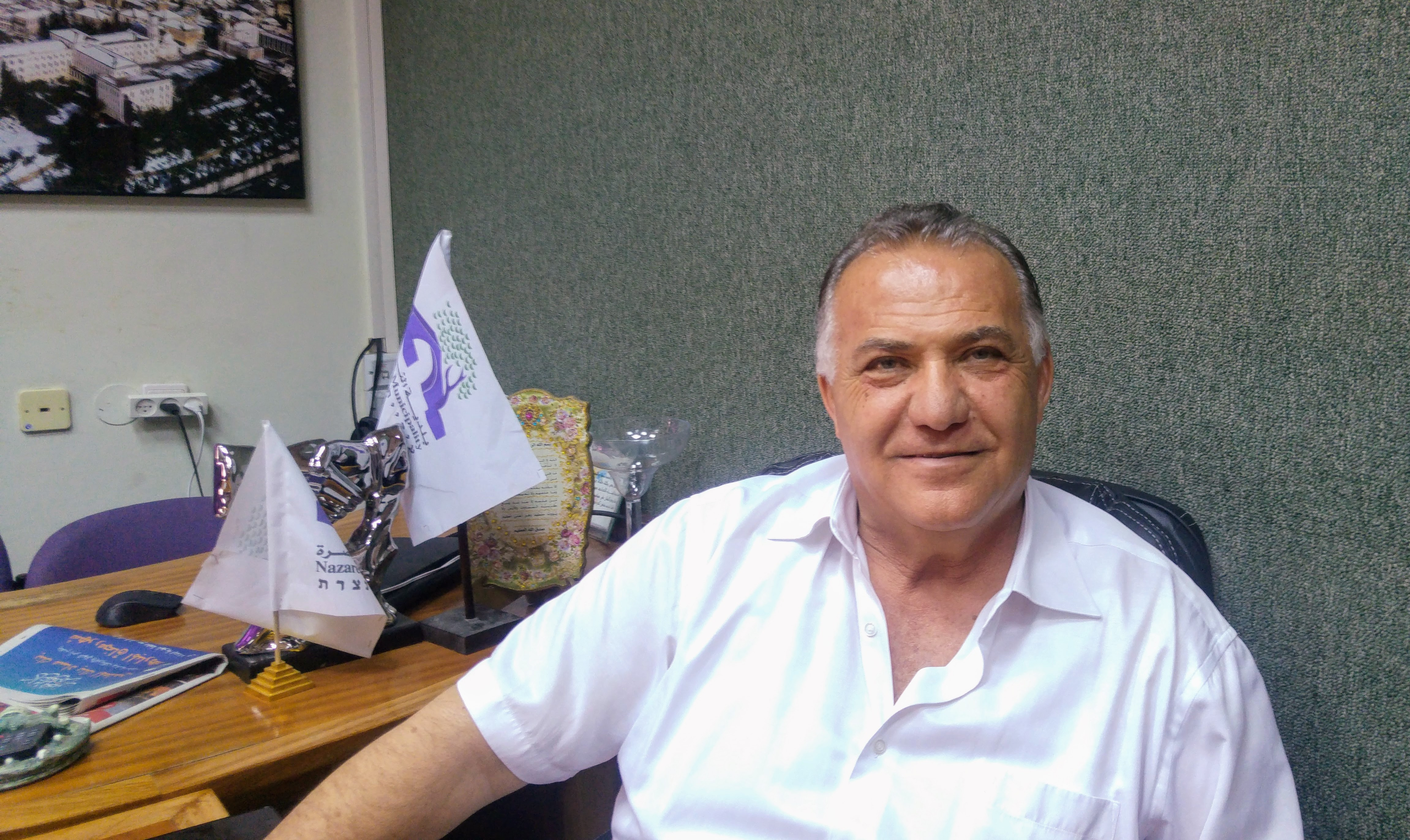
Bürgermeister Ali Salam (2015)

Bei den Bürgermeisterwahlen im Januar 2015 siegte der unabhängige Kandidat Ali Salam; der bisherige Bürgermeister Ramez Jeraisi (Demokratische Front) erlitt eine deutliche Niederlage. Damit endete eine rund 40-jährige Periode, in der die Demokratische Front ununterbrochen die Stadtregierung stellte. Jeraisi hatte die Nachfolge von Tawfik Ziad angetreten, nachdem dieser 1994 bei einem Autounfall ums Leben kam. Salam war vor seiner Kandidatur langjähriger Stellvertreter Jeraisis. Jeraisi ist Christ, Salam Muslim; im Wahlkampf wurde gemutmaßt, dass die Demokratische Front christliche Privilegien verteidige bzw. dass Salam sich islamischen Chauvinismus zunutze mache.

## Infrastruktur
Die geplante Bahnstrecke Haifa–Nazareth soll die Stadt an das Eisenbahnnetz anschließen. Im Straßenverkehr liegt Nazareth an den Nationalstraßen 75 ( von Haifa nach Nof HaGalil) sowie 79 ( von Kirjat Bialik nach Nof HaGalil) und ist Endpunkt der Nationalstraße 60 () von Beʾer Scheva.

## Sport
Der Fußballverein Maccabi Ahi Nazareth spielte zwei Jahre lang in der Ligat ha’Al, der höchsten israelischen Spielklasse.

## Söhne und Töchter der Stadt
Die Liste enthält eine chronologische Übersicht bedeutender, im heutigen Nazareth geborener oder aufgewachsener Persönlichkeiten. Ob die Personen ihren späteren Wirkungskreis in Nazareth hatten oder nicht, ist dabei unerheblich. Viele sind nach ihrer Geburt weggezogen und andernorts bekannt geworden. Die Liste erhebt keinen Anspruch auf Vollständigkeit.
- Jesus von Nazaret (7 bis 4 v. Chr. – 30 bis 33), jüdischer Wanderprediger
- Gaudenzio Orfali (1889–1926), italienischer Franziskaner und Archäologe
- Ignatius Ghattas (1920–1992), Bischof von Newton (USA)
- Abd al-Aziz az-Zubi (1926–1974), israelisch-arabischer Politiker
- Tawfiq Ziad (1929–1994), palästinensischer Politiker und Dichter
- Michel Sabbah (* 1933), palästinensischer katholischer Theologe
- Anis Shorrosh (1933–2018), palästinensisch-US-amerikanischer baptistischer Pastor, Missionar, Buchautor und Islamkritiker
- Michel Khleifi (* 1950), arabisch-israelischer Drehbuchautor, Filmregisseur und Filmproduzent
- Wael B. Hallaq (* 1955), US-amerikanischer Islamwissenschaftler und Jurist
- Asmi Bischara (* 1956), arabisch-israelischer Politiker
- Basel Ghattas (* 1956), arabisch-israelischer Politiker
- Hiam Abbass (* 1960), arabisch-israelische Schauspielerin
- Elia Suleiman (* 1960), arabisch-israelischer Filmregisseur
- Hany Abu-Assad (* 1961), niederländisch-palästinensischer Filmregisseur
- Tom Gores (* 1964), US-amerikanischer Investor und Unternehmer
- Aida Touma-Suleiman (* 1964), israelische Politikerin
- Rim Banna (1966–2018), palästinensische Sängerin und Komponistin
- Youssef Matta (* 1968), melkitischer Erzbischof von Akka
- Hisham Zreiq (* 1968), arabisch-israelischer Filmemacher und bildender Künstler
- Hanin Soabi (* 1969), israelische Politikerin
- Ghaida Rinawie Zoabi (* 1972), israelische Politikerin (Meretz)
- Saleem Abboud Ashkar (* 1976), arabisch-israelischer klassischer Pianist
- Ali Suliman (* 1977), israelischer Schauspieler arabisch-palästinensischer Abstammung
- Hisham Sulliman (* 1978), Schauspieler
- Basil Khalil (* 1981), arabisch-israelischer Filmemacher
- Wissam Joubran (* 1983), israelischer Komponist, Oud-Spieler und Gitarrenbauer
- Munas Dabbur (* 1992), israelischer Fußballspieler

## Städtepartnerschaften und Städtefreundschaften

### Städtepartnerschaft
Neubrandenburg, Deutschland

### Städtefreundschaften
Tschenstochau, Polen

 Loreto, Italien

 Florenz, Italien

 Den Haag, Niederlande

 Saint-Denis, Frankreich